# Wenatchee (Washington)
Wenatchee es la ciudad más poblada y el asiento del condado de Chelan, en el centro del estado de Washington, a orillas de la confluencia de los ríos Columbia y Wenatchee, en las estribaciones orientales de la Cordillera de las Cascadas. La población dentro de los límites de la ciudad en 2020 era 35 508 habitantes.
La ciudad fue llamada así por la cercana tribu amerindio Wenatchi. El nombre es una palabra Sahaptin que significa "río que viene [o cuya fuente es] de cañones" o "manto del arco iris". Awenatchela significa "gente de la fuente [de un río]". La ciudad de Wenatchee comparte su nombre con el Río Wenatchee, el Lago Wenatchee y el Bosque Nacional Wenatchee.
Wenatchee se conoce como la "Capital de la Manzana del Mundo" debido a las muchas huertas del valle.